# Shapwick, Somerset
Shapwick är en ort och civil parish i Storbritannien.   Den ligger i grevskapet Somerset och riksdelen England, i den södra delen av landet, 190 km väster om huvudstaden London. Shapwick ligger 38 meter över havet och antalet invånare är 536.
Terrängen runt Shapwick är huvudsakligen platt. Shapwick ligger uppe på en höjd. Runt Shapwick är det ganska tätbefolkat, med 160 invånare per kvadratkilometer. Trakten runt Shapwick består till största delen av jordbruksmark.